# Robledillo de la Vera (kommun)
Robledillo de la Vera är en kommun i Spanien.   Den ligger i provinsen Provincia de Cáceres och regionen Extremadura, i den centrala delen av landet, 160 km väster om huvudstaden Madrid. Antalet invånare är 318.